# Canton de Douai-Sud
Le canton de Douai-Sud est une ancienne division administrative française, située dans le département du Nord et la région Nord-Pas-de-Calais.
À la suite du redécoupage cantonal de 2014, le canton est supprimé.

## Composition

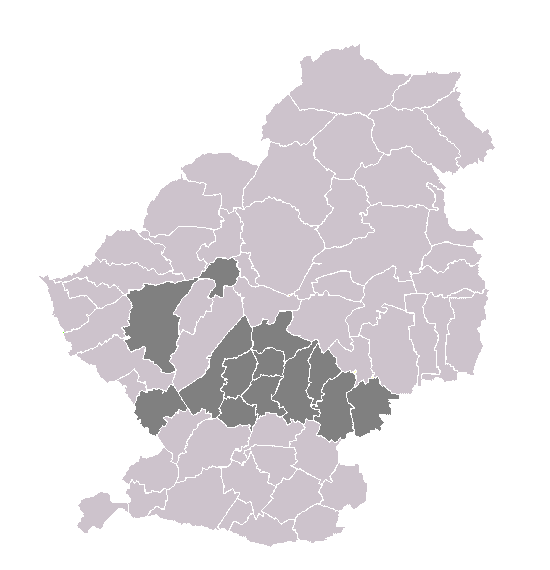
Canton de Douai-Sud son arrondissement

Le canton de Douai-Sud se composait d’une fraction de la commune de Douai et de onze autres communes. Il compte 51 981 habitants (population municipale) au 1er janvier 2012.
| Nom                   | Code Insee | Intercommunalité    | Population (dernière pop. légale)               |
| --------------------- | ---------- | ------------------- | ----------------------------------------------- |
| Douai (chef-lieu)     | 59178      | CA Douaisis Agglo   | Fraction : 10 806(2012) Commune : 40 736 (2014) |
| Aniche                | 59008      | CC Cœur d'Ostrevent | 10 431 (2014)                                   |
| Auberchicourt         | 59024      | CC Cœur d'Ostrevent | 4 325 (2014)                                    |
| Dechy                 | 59170      | CA Douaisis Agglo   | 5 253 (2014)                                    |
| Écaillon              | 59185      | CC Cœur d'Ostrevent | 1 955 (2014)                                    |
| Férin                 | 59228      | CA Douaisis Agglo   | 1 479 (2014)                                    |
| Guesnain              | 59276      | CA Douaisis Agglo   | 4 694 (2014)                                    |
| Lewarde               | 59345      | CC Cœur d'Ostrevent | 2 502 (2014)                                    |
| Loffre                | 59354      | CC Cœur d'Ostrevent | 747 (2014)                                      |
| Masny                 | 59390      | CC Cœur d'Ostrevent | 4 111 (2014)                                    |
| Montigny-en-Ostrevent | 59414      | CC Cœur d'Ostrevent | 4 756 (2014)                                    |
| Roucourt              | 59513      | CA Douaisis Agglo   | 448 (2014)                                      |

## Histoire
- En 1789 ce canton faisait partie du diocèse d'Arras. Les communes dépendent du Hainaut sauf Lewarde et Montigny-en-Ostrevent qui étaient du ressort de la gouvernance de Douai.

Le canton était composé de 11 communes soit 5787 hectares et 12699 habitants Douai non compris.
- De 1833 à 1848, les cantons de Douai Sud et d'Arleux avaient le même conseiller général. Le nombre de conseillers généraux était limité à 30 par département[3].

## Conseillers généraux

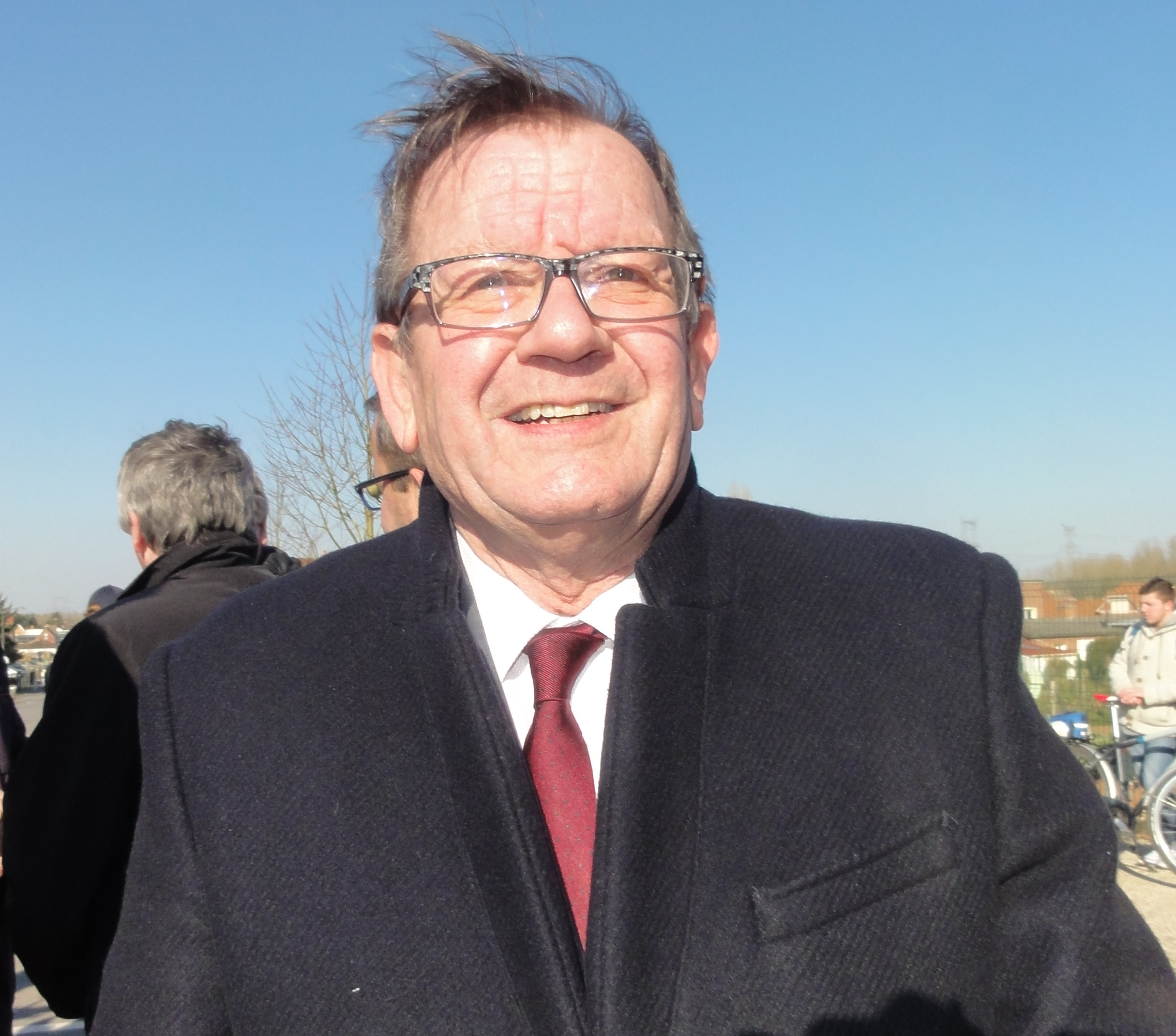
Alain Bruneel, conseiller général de 2011 à 2015.

| Période                         | Identité                                              | Parti               | Qualité                                                                                         |
| ------------------------------- | ----------------------------------------------------- | ------------------- | ----------------------------------------------------------------------------------------------- |
| 1833-1839                       | Joseph Houdart                                        |                     | Fabricant de sucre indigène Maire de Villers-au-Tertre                                          |
| 1839-1867                       | Emmanuel Choque                                       | Majorité dynastique | Notaire, Maire de Douai (1860-1863) Député du Nord (1845-1846, 1848-1851, 1852-1863, 1869-1870) |
| 1867-1870 (décès)               | Jacques-François Fiévet (1811-1870)                   | Droite              | Colonel d'artillerie, Masny                                                                     |
| 1871-1881 (décès)               | Henri Constant Fiévet (frère du précédent, 1813-1881) | Droite              | Cultivateur, fabricant de sucre Maire de Masny                                                  |
| 1881-1889                       | Édouard Fiévet (fils du précédent)                    | Droite              | Cultivateur, fabricant de sucre à Sin-le-Noble Sénateur (1885-1888)                             |
| 1889-1913                       | François Debève                                       | Républicain         | Agriculteur, propriétaire à Montigny-en-Ostrevent Député (1898-1906)                            |
| 1913-1935 (décès)               | Jean Debève (fils du précédent)                       | Rad.ind.            | Médecin Conseiller municipal de Montigny-en-Ostrevent Député (1928-1932)                        |
| 1935-1937                       | Eugène Legrand (1881-1962)                            | Rad.ind.            | Médecin à Auberchicourt                                                                         |
| 1937-1940 (déchu de son mandat) | Arthur Ramette                                        | PC-SFIC             | Ajusteur-mécanicien-forgeron Député (1932-1940) Révoqué à la suite du décret Daladier           |
|                                 |                                                       |                     |                                                                                                 |
| 1943-1945                       | Eugène Legrand                                        |                     | Maire d'Auberchicourt Nommé conseiller départemental en 1943                                    |
|                                 |                                                       |                     |                                                                                                 |
| 1945-1955                       | Arthur Ramette                                        | PCF                 | Député (1932-1940, 1945-1951, 1956-1958, 1962-1973) Sénateur (1952-1956)                        |
| 1955-1961                       | Maurice Goniaux (1899-1975)                           | SFIO                | Ancien mineur, adjoint au maire de Douai                                                        |
| 1961-1967                       | Irénée Pamart (1902-1977)                             | UNR puis DVD        | Cultivateur Maire de Masny, suppléant du député Georges Sarazin (1958-1962)                     |
| 1967-1985                       | Alexandre Derveaux                                    | PCF                 | Maire de Guesnain (1964-1995)                                                                   |
| 1985-2004                       | Pierre Lefebvre                                       | PCF                 | Cadre honoraire de la SNCF Sénateur (1997-2001) Conseiller municipal de Douai                   |
| 2004-2011                       | Laurent Houllier                                      | PS                  | Fonctionnaire Maire de Rieulay                                                                  |
| 2011-2015                       | Alain Bruneel                                         | PCF                 | Employé Maire de Lewarde (1999-2017) Conseiller régional                                        |

## Conseillers d'arrondissement (de 1833 à 1940)
Le canton de Douai sud avait deux conseillers d'arrondissement.
| Période        | Période          | Identité                                 | Étiquette               | Qualité |
| -------------- | ---------------- | ---------------------------------------- | ----------------------- | --- |
| 1833           | 1839             | M. Monnier                               |                         | Maître de la poste aux chevaux |
| 1833           | 1839             | Charles Philippe René Piéron (1796-1857) |                         | Conseiller à la Cour royale de Douai |
| 1839           | 1846 (décès)     | Théophile Tarlier (1799-1846)            |                         | Notaire à Douai |
|                |                  |                                          |                         | |
| av.1883        |                  | M. Fiévet                                | Droite                  | |
|                |                  |                                          |                         | |
| 1892           | 1910             | Paul Hayez                               | Républicain             | Directeur de verrerie, conseiller municipal d'Aniche Député (1893-1898), Sénateur (1905-1935)                                              |
| 1898           | 1908             | Armand Cardon                            | Républicain non-inscrit | Avocat à Douai puis exploitant agricole à Gomiécourt (Pas-de-Calais) Président du Conseil d'arrondissement (1901-1904), Député (1900-1906) |
| 1908           | 1919             | Aimé Masson                              | SFIO                    | Maire de Dechy |
| 1910           | 1919             | Éloi Lanoy                               | SFIO                    | Ouvrier verrier, maire d'Aniche (1910-1919)                                                                                                |
| 1919           | 1922 (démission) | Roger Schneider (1866-1932)              | SFIO puis PC-SFIC       | Ouvrier verrier, adjoint au maire d'Aniche                                                                                                 |
| 1919           | 1922             | Victor Verschaeve                        | SFIO puis PC-SFIC       | Ouvrier typographe à Douai |
| 1922           | 1940             | Georges Delfolie                         | FR                      | Brasseur à Douai |
| 1922           | 1935             | Eugène Legrand                           | Rad.ind.                | Médecin à Auberchicourt |
| 5 janvier 1936 | 1940             | Louis Lefort                             | FR                      | Propriétaire à Douai |
| 1940           |                  |                                          |                         | Les conseils d'arrondissement ont été suspendus par la loi du 12 octobre 1940 et n'ont jamais été réactivés                                |

## Démographie
| 1999   | 2006   | 2011   | 2012   |
| ------ | ------ | ------ | ------ |
| 52 622 | 51 739 | 52 277 | 51 981 |

### Pyramide des âges
Comparaison des pyramides des âges du Canton de Douai-Sud et du département du Nord en 2006
| Hommes | Classe d’âge   | Femmes |
| ------ | -------------- | ------ |
| 0,2    | 90 ans et plus | 0,9    |
| 5,4    | 75 à 89 ans    | 9,9    |
| 10,6   | 60 à 74 ans    | 12,5   |
| 21,2   | 45 à 59 ans    | 20,4   |
| 19,9   | 30 à 44 ans    | 18,1   |
| 21,3   | 15 à 29 ans    | 18,7   |
| 21,5   | 0 à 14 ans     | 19,4   |

| Hommes | Classe d’âge   | Femmes |
| ------ | -------------- | ------ |
| 0,2    | 90 ans et plus | 0,8    |
| 4,3    | 75 à 89 ans    | 7,9    |
| 10,3   | 60 à 74 ans    | 11,9   |
| 19,7   | 45 à 59 ans    | 19,4   |
| 21,1   | 30 à 44 ans    | 20,1   |
| 22,6   | 15 à 29 ans    | 21     |
| 21,6   | 0 à 14 ans     | 19     |